# Чирков, Александр Афанасьевич
Алекса́ндр Афана́сьевич Чирко́в (1925—1944) — младший сержант Рабоче-крестьянской Красной Армии, участник Великой Отечественной войны, Герой Советского Союза (1944).

## Биография
Александр Чирков родился 15 августа 1925 года в селе Верх-Камышенка (ныне — Заринский район Алтайского края). После окончания семи классов школы работал в колхозе. В январе 1943 года Чирков был призван на службу в Рабоче-крестьянскую Красную Армию. С августа того же года — на фронтах Великой Отечественной войны, был пулемётчиком 218-го гвардейского стрелкового полка 77-й гвардейской стрелковой дивизии 61-й армии Центрального фронта. 
17 сентября 1943 года в бою за деревню Киреевка Сосницкого района Черниговской области пулемётчик 218-го гвардейского стрелкового полка гвардии младший сержант А. А. Чирков из своего пулемёта уничтожил две огневые точки противника и убил пять вражеских солдат и офицеров, за что был награжден медалью «За отвагу».
21 сентября 1943 года гвардии младший сержант Чирков Александр Афанасьевич участвовал в освобождении города Чернигова. 
Отличился во время битвы за Днепр. В ночь с 26 на 27 сентября 1943 года Чирков в составе передового отряда переправился через Днепр в районе села Неданчичи Репкинского района Черниговской области Украинской ССР и принял активное участие в боях за захват и удержание плацдарма на его западном берегу. 
Гвардии младший сержант А. А. Чирков вместе с группой бойцов первым приблизился к правому берегу Днепра. При подходе лодки с десантом к берегу, противник обнаружил приближение десантной группы и открыл по ней ожесточённый ружейно-пулемётный огонь.
Разорвавшимся вблизи вражеским снарядом опрокинуло лодку, в которой находился гвардии младший сержант Чирков Александр Афанасьевич . Не растерявшись, он, как и его боевые товарищи, бросился вперёд и вплавь, бережно храня своё оружие, достиг правого берега Днепра, где и закрепился на захваченном участке берега.
Гитлеровцы яростно контратаковали, пытаясь сбросить наших воинов в реку. В завязавшейся рукопашной схватке гвардии младший сержант Чирков Александр Афанасьевич был ранен, но он не покинул поля боя, а наоборот, стал ещё активнее громить фашистов. В этом бою огнём и прикладом он уничтожил 18 гитлеровских солдат.
Контратака противника была успешно отбита. Понеся в этом бою большие потери, гитлеровцы отступили. Своими активными действиями гвардии младший сержант А. А. Чирков способствовал удержанию плацдарма и форсированию реки Днепр другими подразделениями полка.
В тех боях он получил ранение, но продолжал сражаться. В декабре 1943 года по ранению Чирков был демобилизован.
Указом Президиума Верховного Совета СССР «О присвоении звания Героя Советского Союза генералам, офицерскому, сержантскому и рядовому составу Красной Армии» от 15 января 1944 года за «образцовое выполнение боевых заданий командования по форсированию реки Днепр и проявленные при этом мужество и героизм» младший сержант Александр Чирков был удостоен высокого звания Героя Советского Союза с вручением ордена Ленина и медали «Золотая Звезда».
16 июля 1944 года Чирков умер от последствий полученных ранений. Похоронен в родном селе..
В честь Чиркова названы улица в Заринске, с.Верх-Камышенка Заринского р-на, школа в Верх-Камышенке, в этих же населённых пунктах установлен его бюсты.